# Адмирал флота (США)
Адмира́л фло́та (англ. Fleet admiral) — высшее воинское звание высшего офицерского состава (пятизвёздный адмирал) в Военно-морских силах США. Соответствует армейскому званию «генерал армии».
В военно-морских силах страны это воинское звание выше по рангу, чем адмирал и присваивается Конгрессом США лишь в военное время за особые боевые заслуги.

### Представители
Звание было присвоено в декабре 1944 года адмиралам Уильяму Леги, Эрнесту Кингу и Честеру Нимицу, в декабре 1945 года звание было также присвоено адмиралу Уильяму Холси.

### Интересные факты
Присвоение звания адмирала флота Рэймонду Спрюэнсу рассматривалось Конгрессом одновременно с кандидатурой Холси, но было отклонено под давлением председателя Комитета по военно-морским делам Карла Винсона.